# 野江內代站
野江內代站（日语：／ Noe-Uchindai eki */?）是位於日本大阪府大阪市都島區，屬於大阪市高速電氣軌道（大阪地下鐵）的鐵路車站。車站編號是T16。站名是城東區的「野江」與都島區的「內代」所合成。
此站與在2019年3月16日開業之JR西日本大阪東線JR野江站可站外轉乘，但兩站的站房並沒有相互連結。本站也是京阪電車京阪本線野江站的轉乘站，但野江站距離此站至少750公尺，需徒步10分鐘程度，現在導覽不會視之為轉乘站。

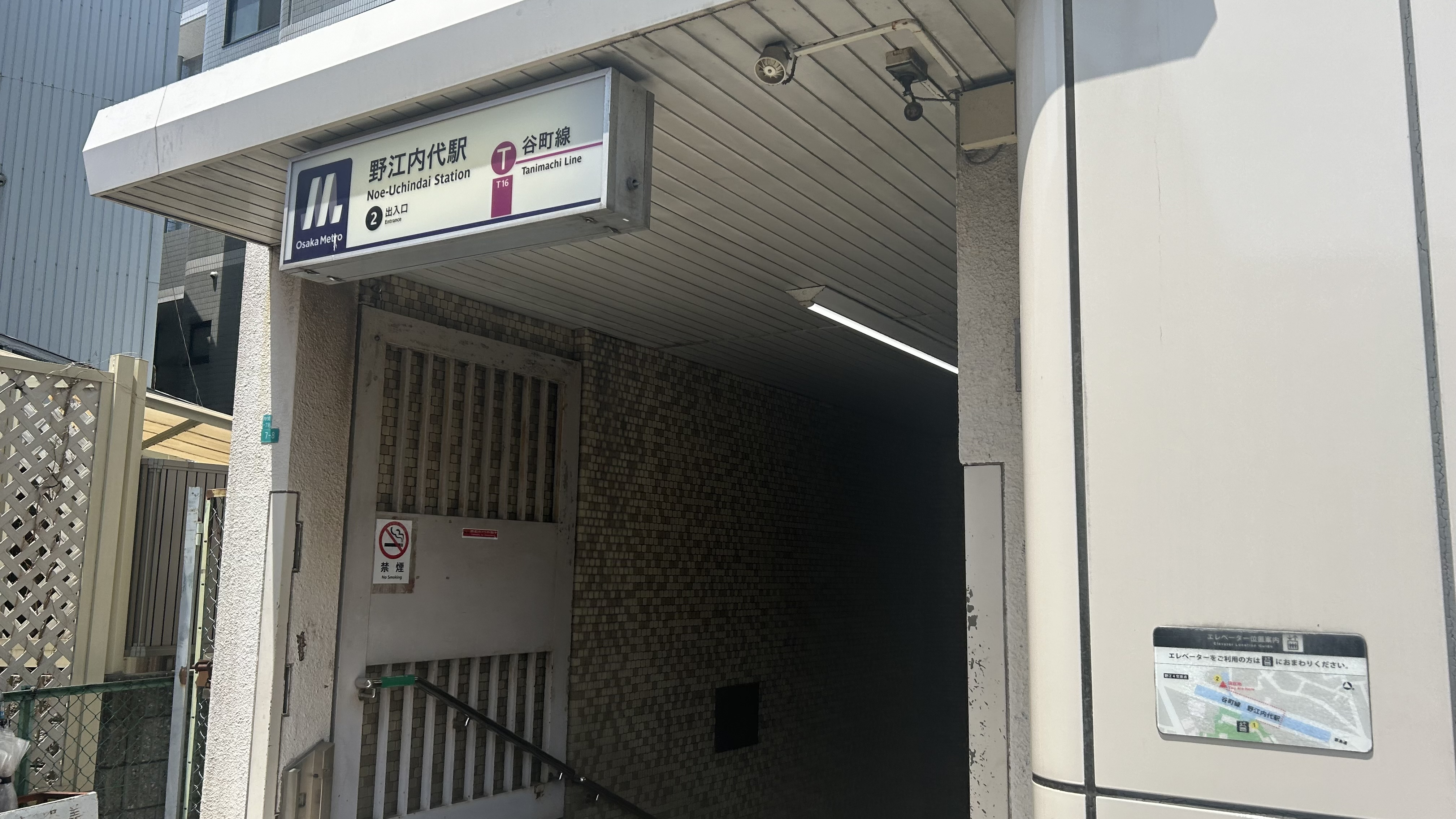
2號出入口(2024年5月)

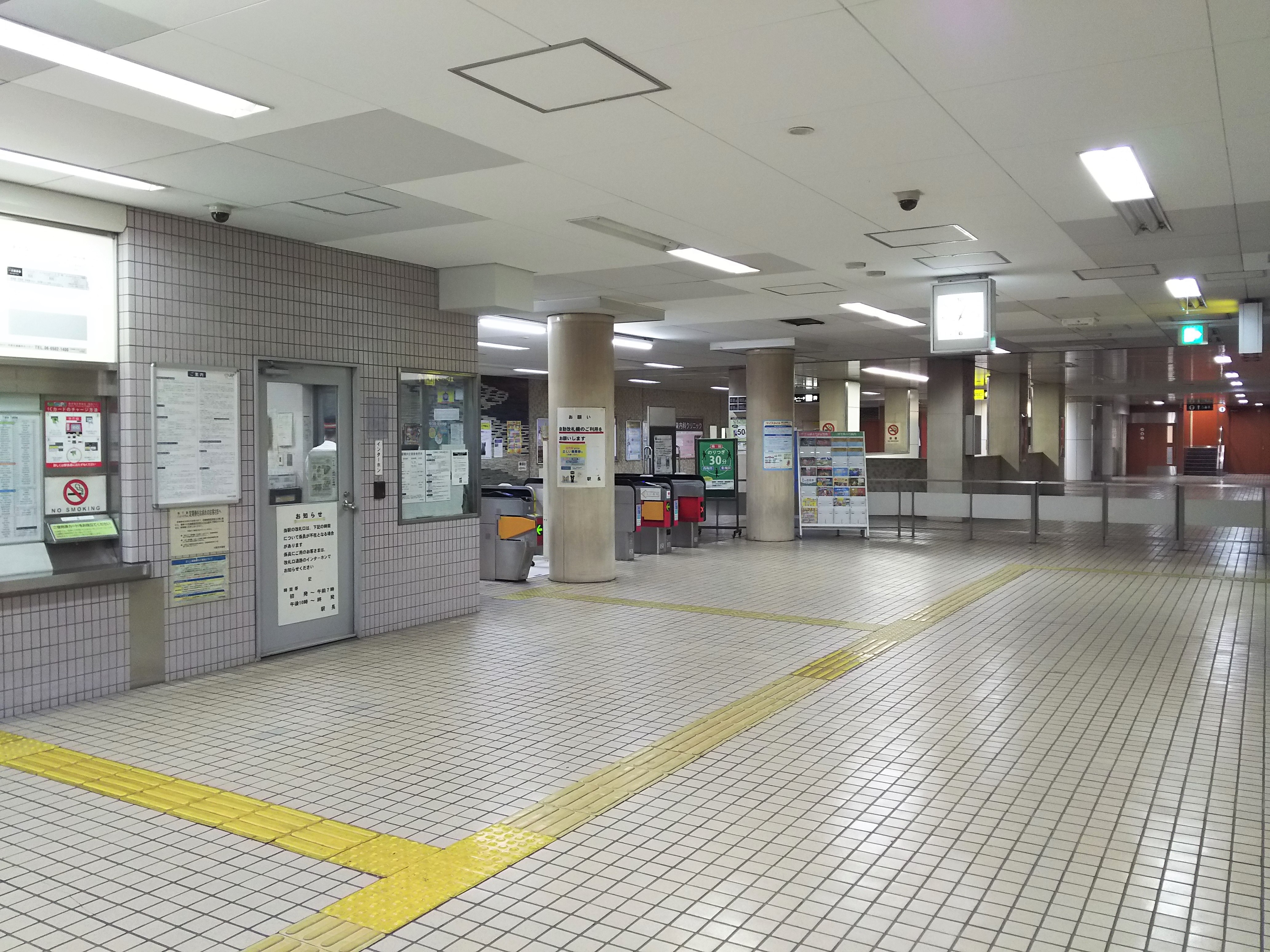
車站大廳（2016年8月）

## 歷史
- 1977年（昭和52年）4月6日：谷町線都島－守口間延伸時開業。
- 2018年（平成30年）4月1日：大阪市交通局民營化，成為大阪市高速電氣軌道（大阪地下鐵）的車站。

## 車站構造

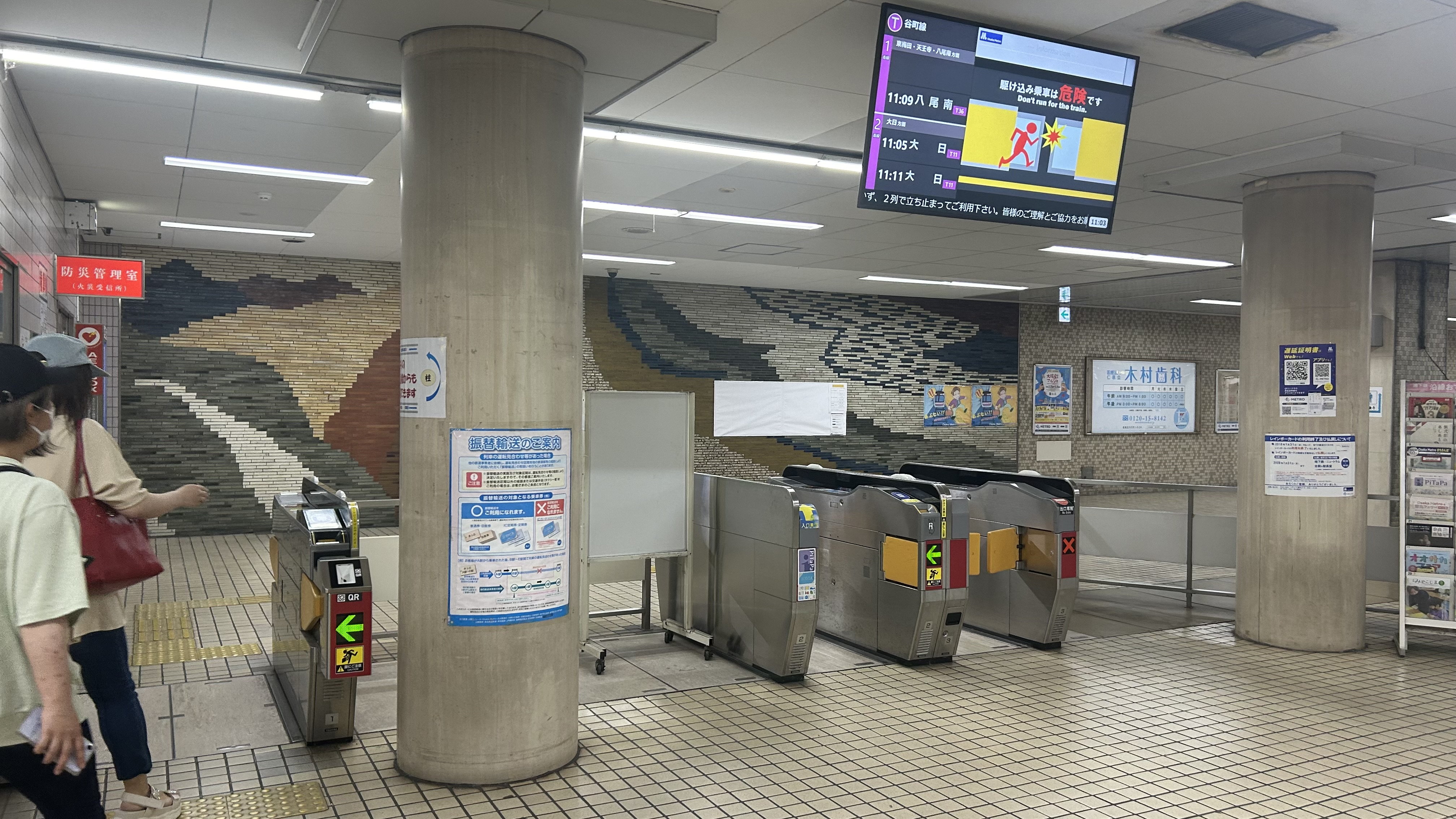
驗票口(2024年5月)

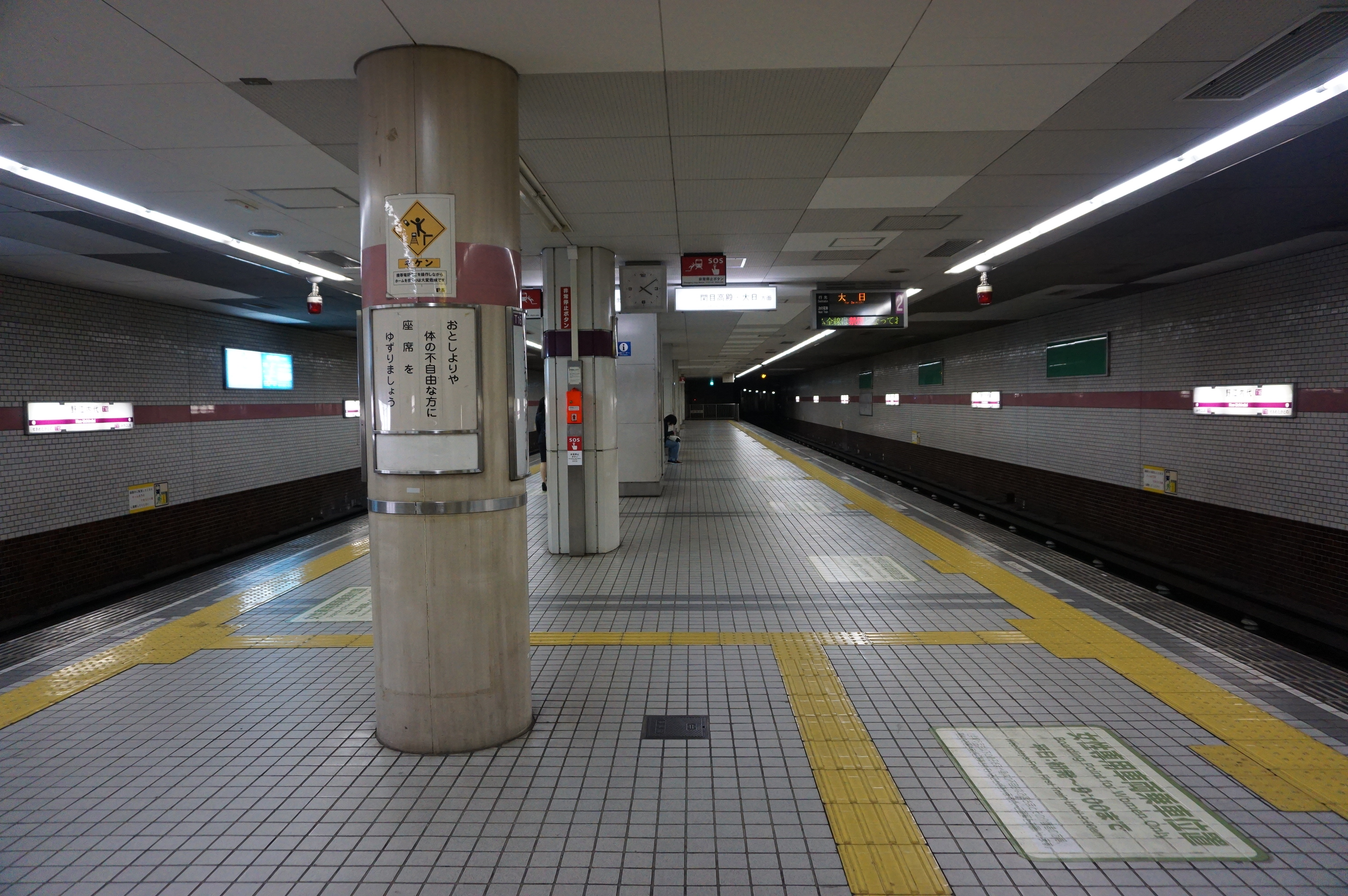
月台（2018年4月）

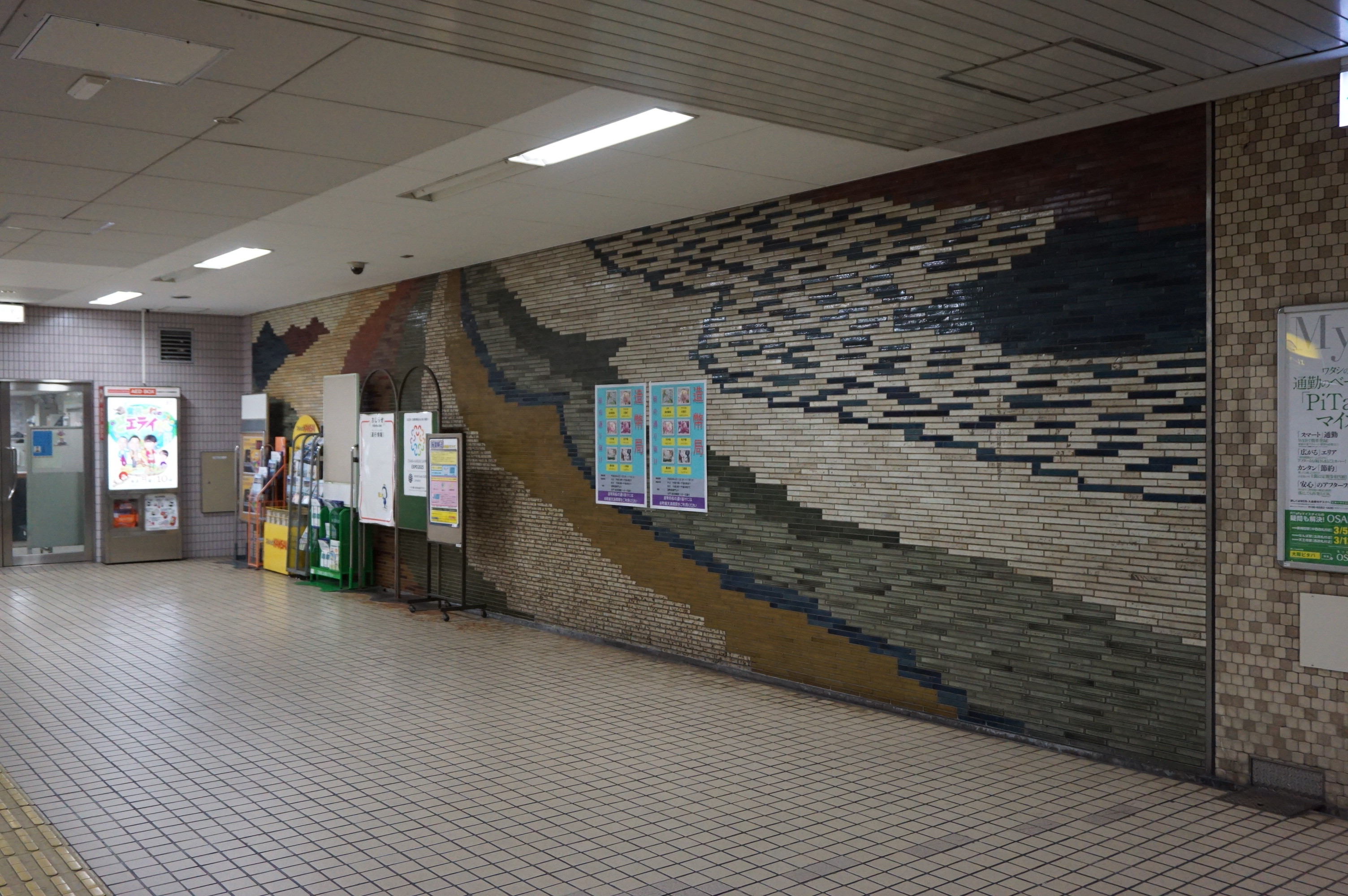
閘口前的瓷磚壁畫（2018年4月）

本站為島式1面2線的地下車站。站內只設有閘口只設1個，地面則設有南北2個出入口。

### 月台配置
| 月台 | 路線   | 目的地                                 |
| ---- | ------ | -------------------------------------- |
| 1    | 谷町線 | 東梅田、谷町四丁目、天王寺、八尾南方向 |
| 2    | 谷町線 | 大日方向                               |

## 利用狀況
2018年11月13日的1日上下車人次為11,212人（上車人次：5,778人，下車人次：5,434人）。
| 年度   | 調查日   | 上車人次 | 下車人次 | 上下車人次 |
| ------ | -------- | -------- | -------- | ---------- |
| 1990年 | 11月06日 | 4,831    | 4,578    | 9,409      |
| 1995年 | 2月15日  | 5,127    | 5,473    | 10,600     |
| 1998年 | 11月10日 | 4,836    | 4,877    | 9,713      |
| 2007年 | 11月13日 | 4,889    | 4,542    | 9,431      |
| 2008年 | 11月11日 | 4,885    | 4,530    | 9,415      |
| 2009年 | 11月10日 | 4,832    | 4,639    | 9,471      |
| 2010年 | 11月09日 | 4,558    | 4,347    | 8,905      |
| 2011年 | 11月08日 | 4,583    | 4,313    | 8,896      |
| 2012年 | 11月13日 | 4,811    | 4,583    | 9,394      |
| 2013年 | 11月19日 | 5,056    | 4,696    | 9,752      |
| 2014年 | 11月11日 | 4,963    | 4,739    | 9,702      |
| 2015年 | 11月17日 | 5,263    | 5,105    | 10,368     |
| 2016年 | 11月08日 | 5,459    | 5,276    | 10,735     |
| 2017年 | 11月14日 | 5,941    | 5,567    | 11,508     |
| 2018年 | 11月13日 | 5,778    | 5,434    | 11,212     |

## 相鄰車站
大阪市高速電氣軌道（大阪地下鐵）
 谷町線
關目高殿（T15）－野江內代（T16）－都島（T17）

### 來源
1. ↑  路線別乗降人員（2018年11月13日 交通調査）PDF - Osaka Metro

## 外部連結
- 車站Guide：野江內代 - Osaka Metro